# Scandicci
Scandicci là một đô thị ở tỉnh Firenze trong vùng Toscana của Ý, tọa lạc khoảng 6 km về phía tây nam của Florence.
Scandicci giáp các đô thị sau: Campi Bisenzio, Florence, Impruneta, Lastra a Signa, Montespertoli, San Casciano in Val di Pesa, Signa.
Khu định cư Scandicci bắt đầu năm 1774 với tên Torri, và sau này được mở rộng lan ra các cộng đồng xung quanh. Công trình nổi bật chính là Villa I Collazzi do Michelangelo thiết kế.

## Thành phố kết nghĩa
- Pantin, Pháp
- Frankfurt (Oder), Đức
- Sarajevo, Bosnia và Herzegovina